# San Fernando (Bukidnon)
San Fernando è una municipalità di seconda classe delle Filippine, situata nella Provincia di Bukidnon, nella Regione del Mindanao Settentrionale.
San Fernando è formata da 24 baranggay:
- Bonacao
- Bulalang
- Cabuling
- Candelaria
- Cayaga
- Dao
- Durian
- Halapitan (Pob.)
- Iglugsad
- Kalagangan
- Kawayan
- Kibongcog

- Little Baguio
- Mabuhay
- Magkalungay
- Malayanan
- Matupe
- Nacabuklad
- Namnam
- Palacpacan
- Sacramento Valley
- San Jose
- Santo Domingo
- Tugop